# Cadre-47/2-Europameisterschaft 2001

Logo CEB (ausrichtender Verband)

Veranstaltungsort: Wijchen

Die Cadre-47/2-Europameisterschaft 2001 war das 55. Turnier in dieser Disziplin des Karambolagebillards und fand vom 6. bis zum 10. Oktober 2000 in Wijchen, in der niederländischen Provinz Gelderland statt. Die EM zählte zur Saison 2000/2001. Es war die 20. Cadre-47/2-Europameisterschaft in den Niederlanden.

## Geschichte
Erstmals gab es bei einer Cadre 47/2-EM einen deutschen Doppelsieg. Beide Akteure kamen auch noch aus dem gleichen Bundesligaverein, dem  DBC Bochum 1926. Bereits in der ersten Partie der Endrunde trafen die beiden aufeinander. Hier siegte Thomas Nockemann mit 300:76 in vier Aufnahmen. In der KO-Phase setzte sich Nockemann gegen den Franzosen Brahim Djoubri durch und Fabian Blondeel ließ dem Spanier Rafael Garcia bei seinem 300:0-Sieg in nur einer Aufnahme keine Chance. Im Finale nahm dann Blondeel für seine Niederlage im ersten Spiel Revanche und gewann mit 300:155 in zwei Aufnahmen.

## Modus
Gespielt wurden drei Vorqualifikationen bis 200 Punkte. Die Hauptqualifikation wurde bis 250 Punkte gespielt. In der qualifizierten sich die sieben Gruppensieger für das Hauptturnier. Es wurde zwei Gruppen à vier Spieler gebildet. Die beiden Gruppenbesten qualifizierten sich für die KO-Runde. Hier wurde bis 300 Punkte gespielt. Platz drei wurde nicht ausgespielt.
Die Qualifikationsgruppen wurden nach Rangliste gesetzt. Es gab außer dem Titelverteidiger keine gesetzten Spieler mehr für das Hauptturnier.
1. MP = Matchpunkte
2. GD = Generaldurchschnitt
3. HS = Höchstserie

## Qualifikation
| MP    | Match Points (Sieger = 2; Unentschieden = 1; Verlierer = 0) |
| Pkte. | Erzielte Karambolagen                                       |
| Aufn. | Benötigte Versuche                                          |
| GD    | Generaldurchschnitt                                         |
| BED   | Bester Einzeldurchschnitt eines Spielers                    |
| HS    | Höchstserie                                                 |
|       | Bester GD des Turniers                                      |
|       | Bester ED des Turniers                                      |
|       | Beste HS des Turniers                                       |
|       | 1. Platz (Gold)                                             |
|       | 2. Platz (Silber)                                           |
|       | 3. Platz (Bronze)                                           |

### Vor-Vor-Vor-Qualifikation
| Abschlusstabelle Gruppe A | Abschlusstabelle Gruppe A | Abschlusstabelle Gruppe A | Abschlusstabelle Gruppe A | Abschlusstabelle Gruppe A | Abschlusstabelle Gruppe A | Abschlusstabelle Gruppe A | Abschlusstabelle Gruppe A | Abschlusstabelle Gruppe A |
| Platz                     | Name                      | MP                        | Pkte                      | Aufn.                     | GD                        | BED                       | HS                        |                           |
| ------------------------- | ------------------------- | ------------------------- | ------------------------- | ------------------------- | ------------------------- | ------------------------- | ------------------------- | ------------------------- |
| 1                         | Frans van Hoey            | 4:0                       | 400                       | 23                        | 17,39                     | 20,00                     | 79                        |                           |
| 2                         | Wiel van Gemert           | 2:2                       | 399                       | 22                        | 18,13                     | 16,66                     | 111                       |                           |
| 3                         | Florent Pignatel          | 0:4                       | 121                       | 25                        | 4,84                      | –                         | 19                        |                           |

| Abschlusstabelle Gruppe B | Abschlusstabelle Gruppe B | Abschlusstabelle Gruppe B | Abschlusstabelle Gruppe B | Abschlusstabelle Gruppe B | Abschlusstabelle Gruppe B | Abschlusstabelle Gruppe B | Abschlusstabelle Gruppe B | Abschlusstabelle Gruppe B |
| Platz                     | Name                      | MP                        | Pkte                      | Aufn.                     | GD                        | BED                       | HS                        |                           |
| ------------------------- | ------------------------- | ------------------------- | ------------------------- | ------------------------- | ------------------------- | ------------------------- | ------------------------- | ------------------------- |
| 1                         | Henny de Heus             | 4:0                       | 400                       | 34                        | 11,76                     | 18,18                     | 116                       |                           |
| 2                         | Marc Daudignac            | 2:2                       | 305                       | 18                        | 16,94                     | 28,57                     | 77                        |                           |
| 3                         | Dimitrios Dolaptsis       | 0:4                       | 180                       | 30                        | 6,00                      | –                         | 31                        |                           |

| Abschlusstabelle Gruppe C | Abschlusstabelle Gruppe C | Abschlusstabelle Gruppe C | Abschlusstabelle Gruppe C | Abschlusstabelle Gruppe C | Abschlusstabelle Gruppe C | Abschlusstabelle Gruppe C | Abschlusstabelle Gruppe C | Abschlusstabelle Gruppe C |
| Platz                     | Name                      | MP                        | Pkte                      | Aufn.                     | GD                        | BED                       | HS                        |                           |
| ------------------------- | ------------------------- | ------------------------- | ------------------------- | ------------------------- | ------------------------- | ------------------------- | ------------------------- | ------------------------- |
| 1                         | Wiljan van den Heuvel     | 4:0                       | 400                       | 12                        | 33,33                     | 40,00                     | 133                       |                           |
| 2                         | Rudy Henry                | 2:2                       | 321                       | 8                         | 40,12                     | 200,00                    | 200                       |                           |
| 3                         | Hugues Delgove            | 0:4                       | 126                       | 6                         | 21,00                     | –                         | 74                        |                           |

| Abschlusstabelle Gruppe D | Abschlusstabelle Gruppe D | Abschlusstabelle Gruppe D | Abschlusstabelle Gruppe D | Abschlusstabelle Gruppe D | Abschlusstabelle Gruppe D | Abschlusstabelle Gruppe D | Abschlusstabelle Gruppe D | Abschlusstabelle Gruppe D |
| Platz                     | Name                      | MP                        | Pkte                      | Aufn.                     | GD                        | BED                       | HS                        |                           |
| ------------------------- | ------------------------- | ------------------------- | ------------------------- | ------------------------- | ------------------------- | ------------------------- | ------------------------- | ------------------------- |
| 1                         | Martien van der Spoel     | 4:0                       | 400                       | 18                        | 22,22                     | 40,00                     | 89                        |                           |
| 2                         | Dennis Timmers            | 2:2                       | 208                       | 11                        | 18,90                     | 33,33                     | 47                        |                           |
| 3                         | Jean-Michel Thierry       | 0:4                       | 106                       | 19                        | 5,57                      | –                         | 23                        |                           |

| Abschlusstabelle Gruppe E | Abschlusstabelle Gruppe E | Abschlusstabelle Gruppe E | Abschlusstabelle Gruppe E | Abschlusstabelle Gruppe E | Abschlusstabelle Gruppe E | Abschlusstabelle Gruppe E | Abschlusstabelle Gruppe E | Abschlusstabelle Gruppe E |
| Platz                     | Name                      | MP                        | Pkte                      | Aufn.                     | GD                        | BED                       | HS                        |                           |
| ------------------------- | ------------------------- | ------------------------- | ------------------------- | ------------------------- | ------------------------- | ------------------------- | ------------------------- | ------------------------- |
| 1                         | Jérémie Picart            | 2:2                       | 371                       | 12                        | 30,91                     | 40,00                     | 113                       |                           |
| 2                         | John van der Stappen      | 2:2                       | 308                       | 12                        | 25,66                     | 28,57                     | 58                        |                           |

| Abschlusstabelle Gruppe F | Abschlusstabelle Gruppe F | Abschlusstabelle Gruppe F | Abschlusstabelle Gruppe F | Abschlusstabelle Gruppe F | Abschlusstabelle Gruppe F | Abschlusstabelle Gruppe F | Abschlusstabelle Gruppe F | Abschlusstabelle Gruppe F |
| Platz                     | Name                      | MP                        | Pkte                      | Aufn.                     | GD                        | BED                       | HS                        |                           |
| ------------------------- | ------------------------- | ------------------------- | ------------------------- | ------------------------- | ------------------------- | ------------------------- | ------------------------- | ------------------------- |
| 1                         | Fabien Canonne            | 2:2                       | 392                       | 20                        | 19,60                     | 28,57                     | 79                        |                           |
| 2                         | Rini Mergens              | 2:2                       | 333                       | 18                        | 18,50                     | 18,18                     | 106                       |                           |
| 3                         | Fabrice Fougerose         | 2:2                       | 277                       | 24                        | 11,54                     | 15,38                     | 52                        |                           |

| Abschlusstabelle Gruppe G | Abschlusstabelle Gruppe G | Abschlusstabelle Gruppe G | Abschlusstabelle Gruppe G | Abschlusstabelle Gruppe G | Abschlusstabelle Gruppe G | Abschlusstabelle Gruppe G | Abschlusstabelle Gruppe G | Abschlusstabelle Gruppe G |
| Platz                     | Name                      | MP                        | Pkte                      | Aufn.                     | GD                        | BED                       | HS                        |                           |
| ------------------------- | ------------------------- | ------------------------- | ------------------------- | ------------------------- | ------------------------- | ------------------------- | ------------------------- | ------------------------- |
| 1                         | René Tull                 | 6:0                       | 600                       | 22                        | 27,27                     | 50,00                     | 185                       |                           |
| 2                         | Dave Krijnen              | 4:2                       | 455                       | 18                        | 25,77                     | 40,00                     | 118                       |                           |
| 3                         | Robby Sonck               | 2:4                       | 542                       | 27                        | 20,07                     | 16,66                     | 136                       |                           |
| 4                         | José Ribeiro              | 0:6                       | 219                       | 29                        | 7,55                      | –                         | 39                        |                           |

### Vor-Vor-Qualifikation
| Abschlusstabelle Gruppe A | Abschlusstabelle Gruppe A | Abschlusstabelle Gruppe A | Abschlusstabelle Gruppe A | Abschlusstabelle Gruppe A | Abschlusstabelle Gruppe A | Abschlusstabelle Gruppe A | Abschlusstabelle Gruppe A | Abschlusstabelle Gruppe A |
| Platz                     | Name                      | MP                        | Pkte                      | Aufn.                     | GD                        | BED                       | HS                        |                           |
| ------------------------- | ------------------------- | ------------------------- | ------------------------- | ------------------------- | ------------------------- | ------------------------- | ------------------------- | ------------------------- |
| 1                         | Michel van Silfhout       | 3:1                       | 400                       | 13                        | 30,76                     | 50,00                     | 101                       |                           |
| 2                         | Sebastian Opsomer         | 2:2                       | 233                       | 8                         | 29,12                     | 50,00                     | 111                       |                           |
| 3                         | Fabien Cannone            | 1:3                       | 257                       | 13                        | 19,76                     | 22,22                     | 130                       |                           |

| Abschlusstabelle Gruppe B | Abschlusstabelle Gruppe B | Abschlusstabelle Gruppe B | Abschlusstabelle Gruppe B | Abschlusstabelle Gruppe B | Abschlusstabelle Gruppe B | Abschlusstabelle Gruppe B | Abschlusstabelle Gruppe B | Abschlusstabelle Gruppe B |
| Platz                     | Name                      | MP                        | Pkte                      | Aufn.                     | GD                        | BED                       | HS                        |                           |
| ------------------------- | ------------------------- | ------------------------- | ------------------------- | ------------------------- | ------------------------- | ------------------------- | ------------------------- | ------------------------- |
| 1                         | Hans Klok                 | 4:0                       | 400                       | 11                        | 36,36                     | 66,66                     | 108                       |                           |
| 2                         | Jérôme Galerne            | 2:2                       | 318                       | 16                        | 19,87                     | 15,38                     | 116                       |                           |
| 3                         | Henny de Heus             | 0:4                       | 106                       | 21                        | 5,04                      | –                         | 45                        |                           |

| Abschlusstabelle Gruppe C | Abschlusstabelle Gruppe C | Abschlusstabelle Gruppe C | Abschlusstabelle Gruppe C | Abschlusstabelle Gruppe C | Abschlusstabelle Gruppe C | Abschlusstabelle Gruppe C | Abschlusstabelle Gruppe C | Abschlusstabelle Gruppe C |
| Platz                     | Name                      | MP                        | Pkte                      | Aufn.                     | GD                        | BED                       | HS                        |                           |
| ------------------------- | ------------------------- | ------------------------- | ------------------------- | ------------------------- | ------------------------- | ------------------------- | ------------------------- | ------------------------- |
| 1                         | Wim van Deventer          | 4:0                       | 400                       | 17                        | 23,52                     | 25,00                     | 74                        |                           |
| 2                         | Frans van Hoey            | 2:2                       | 276                       | 20                        | 13,80                     | 16,66                     | 55                        |                           |
| 3                         | Jean-Jacques Pernel       | 0:4                       | 282                       | 21                        | 13,42                     | –                         | 100                       |                           |

| Abschlusstabelle Gruppe D | Abschlusstabelle Gruppe D | Abschlusstabelle Gruppe D | Abschlusstabelle Gruppe D | Abschlusstabelle Gruppe D | Abschlusstabelle Gruppe D | Abschlusstabelle Gruppe D | Abschlusstabelle Gruppe D | Abschlusstabelle Gruppe D |
| Platz                     | Name                      | MP                        | Pkte                      | Aufn.                     | GD                        | BED                       | HS                        |                           |
| ------------------------- | ------------------------- | ------------------------- | ------------------------- | ------------------------- | ------------------------- | ------------------------- | ------------------------- | ------------------------- |
| 1                         | Eric Castaner             | 4:0                       | 400                       | 7                         | 57,14                     | 100,00                    | 142                       |                           |
| 2                         | René Tull                 | 2:2                       | 240                       | 19                        | 12,63                     | 11,76                     | 79                        |                           |
| 3                         | Markus Melerski           | 0:4                       | 317                       | 22                        | 14,10                     | –                         | 81                        |                           |

| Abschlusstabelle Gruppe E | Abschlusstabelle Gruppe E | Abschlusstabelle Gruppe E | Abschlusstabelle Gruppe E | Abschlusstabelle Gruppe E | Abschlusstabelle Gruppe E | Abschlusstabelle Gruppe E | Abschlusstabelle Gruppe E | Abschlusstabelle Gruppe E |
| Platz                     | Name                      | MP                        | Pkte                      | Aufn.                     | GD                        | BED                       | HS                        |                           |
| ------------------------- | ------------------------- | ------------------------- | ------------------------- | ------------------------- | ------------------------- | ------------------------- | ------------------------- | ------------------------- |
| 1                         | René Luysterburg          | 4:0                       | 400                       | 9                         | 44,44                     | 100,00                    | 183                       |                           |
| 2                         | Sjors van Ginneken        | 2:2                       | 217                       | 10                        | 21,70                     | 25,00                     | 101                       |                           |
| 3                         | Jérémie Picart            | 0:4                       | 239                       | 15                        | 15,93                     | –                         | 42                        |                           |

| Abschlusstabelle Gruppe F | Abschlusstabelle Gruppe F | Abschlusstabelle Gruppe F | Abschlusstabelle Gruppe F | Abschlusstabelle Gruppe F | Abschlusstabelle Gruppe F | Abschlusstabelle Gruppe F | Abschlusstabelle Gruppe F | Abschlusstabelle Gruppe F |
| Platz                     | Name                      | MP                        | Pkte                      | Aufn.                     | GD                        | BED                       | HS                        |                           |
| ------------------------- | ------------------------- | ------------------------- | ------------------------- | ------------------------- | ------------------------- | ------------------------- | ------------------------- | ------------------------- |
| 1                         | Martien van der Spoel     | 4:0                       | 400                       | 17                        | 23,52                     | 40,00                     | 140                       |                           |
| 2                         | Peter Volleberg           | 2:2                       | 337                       | 19                        | 17,43                     | 28,57                     | 79                        |                           |
| 3                         | Laurent Guénet            | 0:4                       | 132                       | 11                        | 11,00                     | –                         | 60                        |                           |

| Abschlusstabelle Gruppe G | Abschlusstabelle Gruppe G | Abschlusstabelle Gruppe G | Abschlusstabelle Gruppe G | Abschlusstabelle Gruppe G | Abschlusstabelle Gruppe G | Abschlusstabelle Gruppe G | Abschlusstabelle Gruppe G | Abschlusstabelle Gruppe G |
| Platz                     | Name                      | MP                        | Pkte                      | Aufn.                     | GD                        | BED                       | HS                        |                           |
| ------------------------- | ------------------------- | ------------------------- | ------------------------- | ------------------------- | ------------------------- | ------------------------- | ------------------------- | ------------------------- |
| 1                         | Fabian Blondeel           | 4:0                       | 400                       | 7                         | 57,14                     | 100,00                    | 132                       |                           |
| 2                         | Wiljan van den Heuvel     | 2:2                       | 335                       | 7                         | 47,85                     | 100,00                    | 127                       |                           |
| 3                         | Francisco Fortiana        | 0:4                       | 27                        | 4                         | 6,75                      | –                         | 21                        |                           |

### Vor-Qualifikation
| Abschlusstabelle Gruppe A | Abschlusstabelle Gruppe A | Abschlusstabelle Gruppe A | Abschlusstabelle Gruppe A | Abschlusstabelle Gruppe A | Abschlusstabelle Gruppe A | Abschlusstabelle Gruppe A | Abschlusstabelle Gruppe A | Abschlusstabelle Gruppe A |
| Platz                     | Name                      | MP                        | Pkte                      | Aufn.                     | GD                        | BED                       | HS                        |                           |
| ------------------------- | ------------------------- | ------------------------- | ------------------------- | ------------------------- | ------------------------- | ------------------------- | ------------------------- | ------------------------- |
| 1                         | Martien van der Spoel     | 4:0                       | 400                       | 13                        | 30,76                     | 33,33                     | 96                        |                           |
| 2                         | Thomas Schioler           | 2:2                       | 263                       | 20                        | 13,15                     | 15,38                     | 63                        |                           |
| 3                         | Carlos Tuset              | 0:4                       | 218                       | 19                        | 11,47                     | –                         | 38                        |                           |

| Abschlusstabelle Gruppe B | Abschlusstabelle Gruppe B | Abschlusstabelle Gruppe B | Abschlusstabelle Gruppe B | Abschlusstabelle Gruppe B | Abschlusstabelle Gruppe B | Abschlusstabelle Gruppe B | Abschlusstabelle Gruppe B | Abschlusstabelle Gruppe B |
| Platz                     | Name                      | MP                        | Pkte                      | Aufn.                     | GD                        | BED                       | HS                        |                           |
| ------------------------- | ------------------------- | ------------------------- | ------------------------- | ------------------------- | ------------------------- | ------------------------- | ------------------------- | ------------------------- |
| 1                         | Arnd Riedel               | 4:0                       | 400                       | 17                        | 23,52                     | 33,33                     | 122                       |                           |
| 2                         | Hans Klok                 | 2:2                       | 300                       | 8                         | 37,50                     | 100,00                    | 200                       |                           |
| 3                         | Tejs Tafdrup              | 0:4                       | 52                        | 13                        | 4,00                      | –                         | 26                        |                           |

| Abschlusstabelle Gruppe C | Abschlusstabelle Gruppe C | Abschlusstabelle Gruppe C | Abschlusstabelle Gruppe C | Abschlusstabelle Gruppe C | Abschlusstabelle Gruppe C | Abschlusstabelle Gruppe C | Abschlusstabelle Gruppe C | Abschlusstabelle Gruppe C |
| Platz                     | Name                      | MP                        | Pkte                      | Aufn.                     | GD                        | BED                       | HS                        |                           |
| ------------------------- | ------------------------- | ------------------------- | ------------------------- | ------------------------- | ------------------------- | ------------------------- | ------------------------- | ------------------------- |
| 1                         | Michel van Silfhout       | 4:0                       | 400                       | 13                        | 30,76                     | 33,33                     | 111                       |                           |
| 2                         | Davy van Geel             | 2:2                       | 320                       | 14                        | 22,85                     | 28,57                     | 109                       |                           |
| 3                         | Olivier Jonard            | 0:4                       | 237                       | 13                        | 18,23                     | –                         | 79                        |                           |

| Abschlusstabelle Gruppe D | Abschlusstabelle Gruppe D | Abschlusstabelle Gruppe D | Abschlusstabelle Gruppe D | Abschlusstabelle Gruppe D | Abschlusstabelle Gruppe D | Abschlusstabelle Gruppe D | Abschlusstabelle Gruppe D | Abschlusstabelle Gruppe D |
| Platz                     | Name                      | MP                        | Pkte                      | Aufn.                     | GD                        | BED                       | HS                        |                           |
| ------------------------- | ------------------------- | ------------------------- | ------------------------- | ------------------------- | ------------------------- | ------------------------- | ------------------------- | ------------------------- |
| 1                         | Jordi Amell               | 3:1                       | 400                       | 7                         | 57,14                     | 66,66                     | 184                       |                           |
| 2                         | Ferdinand Polman          | 2:2                       | 386                       | 6                         | 64,33                     | 66,66                     | 130                       |                           |
| 3                         | Wim van Deventer          | 1:3                       | 205                       | 7                         | 29,28                     | 50,00                     | 107                       |                           |

| Abschlusstabelle Gruppe E | Abschlusstabelle Gruppe E | Abschlusstabelle Gruppe E | Abschlusstabelle Gruppe E | Abschlusstabelle Gruppe E | Abschlusstabelle Gruppe E | Abschlusstabelle Gruppe E | Abschlusstabelle Gruppe E | Abschlusstabelle Gruppe E |
| Platz                     | Name                      | MP                        | Pkte                      | Aufn.                     | GD                        | BED                       | HS                        |                           |
| ------------------------- | ------------------------- | ------------------------- | ------------------------- | ------------------------- | ------------------------- | ------------------------- | ------------------------- | ------------------------- |
| 1                         | Fabian Blondeel           | 4:0                       | 400                       | 7                         | 57,14                     | 66,66                     | 169                       |                           |
| 2                         | Daniel Nielsen            | 2:2                       | 310                       | 9                         | 34,44                     | 50,00                     | 166                       |                           |
| 3                         | Vladislav Tauterman       | 0:4                       | 103                       | 8                         | 12,87                     | –                         | 45                        |                           |

| Abschlusstabelle Gruppe F | Abschlusstabelle Gruppe F | Abschlusstabelle Gruppe F | Abschlusstabelle Gruppe F | Abschlusstabelle Gruppe F | Abschlusstabelle Gruppe F | Abschlusstabelle Gruppe F | Abschlusstabelle Gruppe F | Abschlusstabelle Gruppe F |
| Platz                     | Name                      | MP                        | Pkte                      | Aufn.                     | GD                        | BED                       | HS                        |                           |
| ------------------------- | ------------------------- | ------------------------- | ------------------------- | ------------------------- | ------------------------- | ------------------------- | ------------------------- | ------------------------- |
| 1                         | Eric Castaner             | 4:0                       | 400                       | 3                         | 133,33                    | 200,00                    | 200                       |                           |
| 2                         | Esteve Mata               | 2:2                       | 356                       | 6                         | 59,33                     | 50,00                     | 156                       |                           |
| 3                         | Xavier Gretillat          | 0:4                       | 193                       | 5                         | 38,60                     | –                         | 64                        |                           |

| Abschlusstabelle Gruppe G | Abschlusstabelle Gruppe G | Abschlusstabelle Gruppe G | Abschlusstabelle Gruppe G | Abschlusstabelle Gruppe G | Abschlusstabelle Gruppe G | Abschlusstabelle Gruppe G | Abschlusstabelle Gruppe G | Abschlusstabelle Gruppe G |
| Platz                     | Name                      | MP                        | Pkte                      | Aufn.                     | GD                        | BED                       | HS                        |                           |
| ------------------------- | ------------------------- | ------------------------- | ------------------------- | ------------------------- | ------------------------- | ------------------------- | ------------------------- | ------------------------- |
| 1                         | René Luysterburg          | 4:0                       | 400                       | 5                         | 80,00                     | 200,00                    | 200                       |                           |
| 2                         | Udo Mielke                | 2:2                       | 253                       | 14                        | 18,07                     | 20,00                     | 69                        |                           |
| 3                         | David Jacquet             | 0:4                       | 155                       | 11                        | 14,09                     | –                         | 79                        |                           |

### Haupt-Qualifikation
| 1 | Jordi Amell     | 2:2 | 443 | 10 | 44,30 | 041,66 | 159 |
| 2 | Dave Christiani | 2:2 | 257 | 6  | 42,83 | 062,50 | 107 |
| 3 | Henri Tilleman  | 2:2 | 342 | 8  | 42,75 | 125,00 | 169 |

| 1 | Patrick Niessen       | 4:0 | 500 | 9  | 055,55 | 083,33 | 244 |
| 2 | Michael Mikkelsen     | 2:2 | 323 | 11 | 029,36 | 031,25 | 73  |
| 3 | Martien van der Spoel | 0:4 | 257 | 14 | 018,35 | –      | 62  |

| 1 | Marek Faus          | 4:0 | 500 | 25 | 25,00 | 031,25 | 110 |
| 2 | Michel van Silfhout | 2:2 | 382 | 17 | 22,47 | 050,00 | 133 |
| 3 | Philippe Deraes     | 0:4 | 269 | 13 | 20,69 | –      | 117 |

| 1 | Rafael Garcia    | 4:0 | 500 | 10 | 050,00 | 050,00 | 144 |
| 2 | René Luysterburg | 2:2 | 296 | 13 | 022,76 | 031,25 | 67  |
| 3 | Patrick Dupont   | 0:4 | 399 | 13 | 030,69 | –      | 132 |

| 1 | Brahim Djoubri | 4:0 | 500 | 13 | 38,46 | 041,66 | 174 |
| 2 | Arnd Riedel    | 2:2 | 399 | 13 | 30,69 | 041,66 | 125 |
| 3 | Ad Klijn       | 0:4 | 247 | 12 | 20,58 | –      | 118 |

| 1 | Fabian Blondeel | 3:1 | 500 | 5 | 100,00 | 125,00 | 211 |
| 2 | Arnim Kahofer   | 2:2 | 272 | 7 | 038,85 | 050,00 | 133 |
| 3 | Freek Ottenhof  | 1:3 | 465 | 8 | 058,12 | 083,33 | 212 |

| 1 | Thomas Nockemann | 4:0 | 500 | 9  | 55,55 | 125,00 | 250 |
| 2 | Eric Castaner    | 2:2 | 493 | 15 | 32,86 | 031,25 | 104 |
| 3 | Carsten Lässig   | 0:4 | 56  | 10 | 5,60  | –      | 12  |

## Hauptturnier

### Gruppenphase
| Abschlusstabelle Gruppe A | Abschlusstabelle Gruppe A | Abschlusstabelle Gruppe A | Abschlusstabelle Gruppe A | Abschlusstabelle Gruppe A | Abschlusstabelle Gruppe A | Abschlusstabelle Gruppe A | Abschlusstabelle Gruppe A |
| Platz                     | Name                      | MP                        | Pkt.                      | Aufn.                     | GD                        | BED                       | HS                        |
| ------------------------- | ------------------------- | ------------------------- | ------------------------- | ------------------------- | ------------------------- | ------------------------- | ------------------------- |
| 1                         | Rafael Garcia             | 6:0                       | 900                       | 14                        | 64,28                     | 150,00                    | 300                       |
| 2                         | Brahim Djoubri            | 4:2                       | 700                       | 8                         | 87,50                     | 100,00                    | 227                       |
| 3                         | Louis Edelin              | 2:4                       | 474                       | 14                        | 33,85                     | 37,50                     | 178                       |
| 4                         | Jordi Amell               | 0:6                       | 664                       | 20                        | 33,20                     | –                         | 84                        |

| Abschlusstabelle Gruppe B | Abschlusstabelle Gruppe B | Abschlusstabelle Gruppe B | Abschlusstabelle Gruppe B | Abschlusstabelle Gruppe B | Abschlusstabelle Gruppe B | Abschlusstabelle Gruppe B | Abschlusstabelle Gruppe B |
| Platz                     | Name                      | MP                        | Pkt.                      | Aufn.                     | GD                        | BED                       | HS                        |
| ------------------------- | ------------------------- | ------------------------- | ------------------------- | ------------------------- | ------------------------- | ------------------------- | ------------------------- |
| 1                         | Thomas Nockemann          | 6:0                       | 900                       | 12                        | 75,00                     | 150,00                    | 243                       |
| 2                         | Fabian Blondeel           | 4:2                       | 676                       | 10                        | 67,60                     | 150,00                    | 212                       |
| 3                         | Patrick Niessen           | 2:4                       | 628                       | 10                        | 62,80                     | 75,00                     | 248                       |
| 4                         | Marek Faus                | 0:6                       | 261                       | 12                        | 21,75                     | –                         | 125                       |

### KO-Phase
|  | Halbfinale       | Halbfinale | Halbfinale | Halbfinale | Halbfinale | Halbfinale |                  |                 | Finale | Finale | Finale | Finale | Finale | Finale |
|  |                  |            |            |            |            |            |                  |                 |        |        |        |        |        |        |
|  |                  | MP         | Pkte.      | Aufn.      | ED         | HS         |                  |                 |        |        |        |        |        |        |
|  |                  | MP         | Pkte.      | Aufn.      | ED         | HS         |                  |                 |        |        |        |        |        |        |
|  | Thomas Nockemann | 2          | 300        | 6          | 50,00      | 153        |                  |                 |        |        |        |        |        |        |
|  | Thomas Nockemann | 2          | 300        | 6          | 50,00      | 153        |                  | MP              | Pkte.  | Aufn.  | ED     | HS     |        |        |
|  | Brahim Djoubri   | 0          | 139        | 6          | 23,16      | 110        |                  | MP              | Pkte.  | Aufn.  | ED     | HS     |        |        |
|  | Brahim Djoubri   | 0          | 139        | 6          | 23,16      | 110        | Thomas Nockemann | 0               | 155    | 2      | 77,50  | 155    |        |        |
|  |                  | MP         | Pkte.      | Aufn.      | ED         | HS         | Thomas Nockemann | 0               | 155    | 2      | 77,50  | 155    |        |        |
|  |                  | MP         | Pkte.      | Aufn.      | ED         | HS         |                  | Fabian Blondeel | 2      | 300    | 2      | 150,00 | 294    |        |
|  | Fabian Blondeel  | 2          | 300        | 1          | 300,00     | 300        |                  | Fabian Blondeel | 2      | 300    | 2      | 150,00 | 294    |        |
|  | Fabian Blondeel  | 2          | 300        | 1          | 300,00     | 300        |                  |                 |        |        |        |        |        |        |
|  | Rafael Garcia    | 0          | 0          | 1          | 0,00       | 0          |                  |                 |        |        |        |        |        |        |
|  | Rafael Garcia    | 0          | 0          | 1          | 0,00       | 0          |                  |                 |        |        |        |        |        |        |

## Abschlusstabelle
| MP    | Match Points (Sieger = 2; Unentschieden = 1; Verlierer = 0) |
| Pkte. | Erzielte Karambolagen                                       |
| Aufn. | Benötigte Versuche                                          |
| GD    | Generaldurchschnitt                                         |
| BED   | Bester Einzeldurchschnitt eines Spielers                    |
| HS    | Höchstserie                                                 |
|       | Bester GD des Turniers                                      |
|       | Bester ED des Turniers                                      |
|       | Beste HS des Turniers                                       |
|       | 1. Platz (Gold)                                             |
|       | 2. Platz (Silber)                                           |
|       | 3. Platz (Bronze)                                           |

| Phase                                | Platz | Name             | MP  | Pkt. | Aufn. | GD    | BED    | HS  |
| ------------------------------------ | ----- | ---------------- | --- | ---- | ----- | ----- | ------ | --- |
| Finale                               | 1     | Fabian Blondeel  | 8:2 | 1276 | 13    | 98,15 | 300,00 | 300 |
| Finale                               | 2     | Thomas Nockemann | 8:2 | 1355 | 20    | 67,75 | 150,00 | 243 |
| Halb- finale                         | 3     | Rafael Garcia    | 6:2 | 900  | 15    | 60,00 | 150,00 | 300 |
| Halb- finale                         | 3     | Brahim Djoubri   | 4:4 | 839  | 14    | 59,92 | 100,00 | 227 |
| Gruppen- phase                       | 5     | Patrick Niessen  | 2:4 | 628  | 10    | 62,80 | 75,00  | 248 |
| Gruppen- phase                       | 6     | Louis Edelin     | 2:4 | 474  | 14    | 33,85 | 37,50  | 178 |
| Gruppen- phase                       | 7     | Jordi Amell      | 0:6 | 664  | 20    | 33,20 | –      | 84  |
| Gruppen- phase                       | 8     | Marek Faus       | 0:6 | 261  | 12    | 21,75 | –      | 125 |
| Turnierdurchschnitt: Endrunde: 54,21 |       |                  |     |      |       |       |        |     |